# فدراسیون فوتبال بنگلادش
فدراسیون فوتبال بنگلادش نهاد اداره‌کنندهٔ فوتبال در بنگلادش است. این نهاد در سال ۱۹۷۲ پایه‌گذاری شده و اکنون عضو کنفدراسیون فوتبال آسیا است. در حال حاضر ریاست این نهاد بر عهدهٔ قاضی صلاح‌الدین می‌باشد.